# Système de zones humides de Nordre Tyrifjorden
Le système de zones humides de Nordre Tyrifjorden  est un site Ramsar norvégien depuis le  19 mars 1996 situé dans les communes de Hole et Ringerike.
La région se compose de cinq aires protégées situées dans les Steinsfjorden et Nordfjorden, deux bras du  Tyrifjorden, ainsi que les ruisseaux et les rivières qui s'y déversent. Et de manière plus large, elle inclut également Begnavassdraget jusqu'à Hallingby.

## Généralité
Ce site ramsar se compose d'un delta qui comprend des méandres et trois réserves naturelles : Lamyra, Synneren et Juveren dans la partie inférieure de Storelva, ainsi que la réserve naturelle d'Averøya et la réserve naturelle de Karlsrudtangen. Ces cinq réserves naturelles constituent une superficie d'environ 323 hectares.
Nordre Tyrifjorden possède une très riche flore avec relativement peu d'espèces rares. Il y a de nombreux étangs, marais et tourbière. Tyrifjorden est considéré comme un fjord intérieur modérément riche en aliment . En 2005, on a enregistré 235 espèces d'oiseaux différentes sur le site.
On y a dénombré 15 espèces de poissons, y compris salmo trutta (Salmo trutta lacustris), qui se reproduit dans la Randselva. Karlsrudtangen et la partie inférieure de la Sogna sont également des zones de frai importantes pour l'éperlan (Osmerus eperlanus) et le brochet (Esox lucius).
Il a aussi été trouvé un certain nombre d'espèces rares et menacées de plantes, de champignons, bryophyte, charale et  amphibiens dans chacune des cinq réserves.
Nordre Tyrifjord est  l'air protégée la plus importante de Norvège pour les échassiers migrateurs après celle de la réserve naturelle de Nordre Øyeren,. Elle est l'une des zones les plus importantes pour le repos et l'hivernage des canards et des cygnes. C'est également une zone de nidification importante en été, y compris pour les passeriformes.
Le système de zones humides de Nordre Tyrifjorden est situé dans une zone à climat continental, avec des étés relativement chauds et des hivers froids. La pluviométrie annuelle est d'environ 600 mm. Il y a également deux réseaux de drainage : Soknavassdraget (environ 640 km²) et Begnavassdraget (environ 8 000 km²) .

## Faune
En plus de plusieurs espèces rares et en voie de disparition, un certain nombre d'autres espèces ont été enregistrées dans la zone. Ainsi, toutes les espèces de pics enregistrées en Norvège sont également enregistrées dans la réserve naturelle d'Averøya.

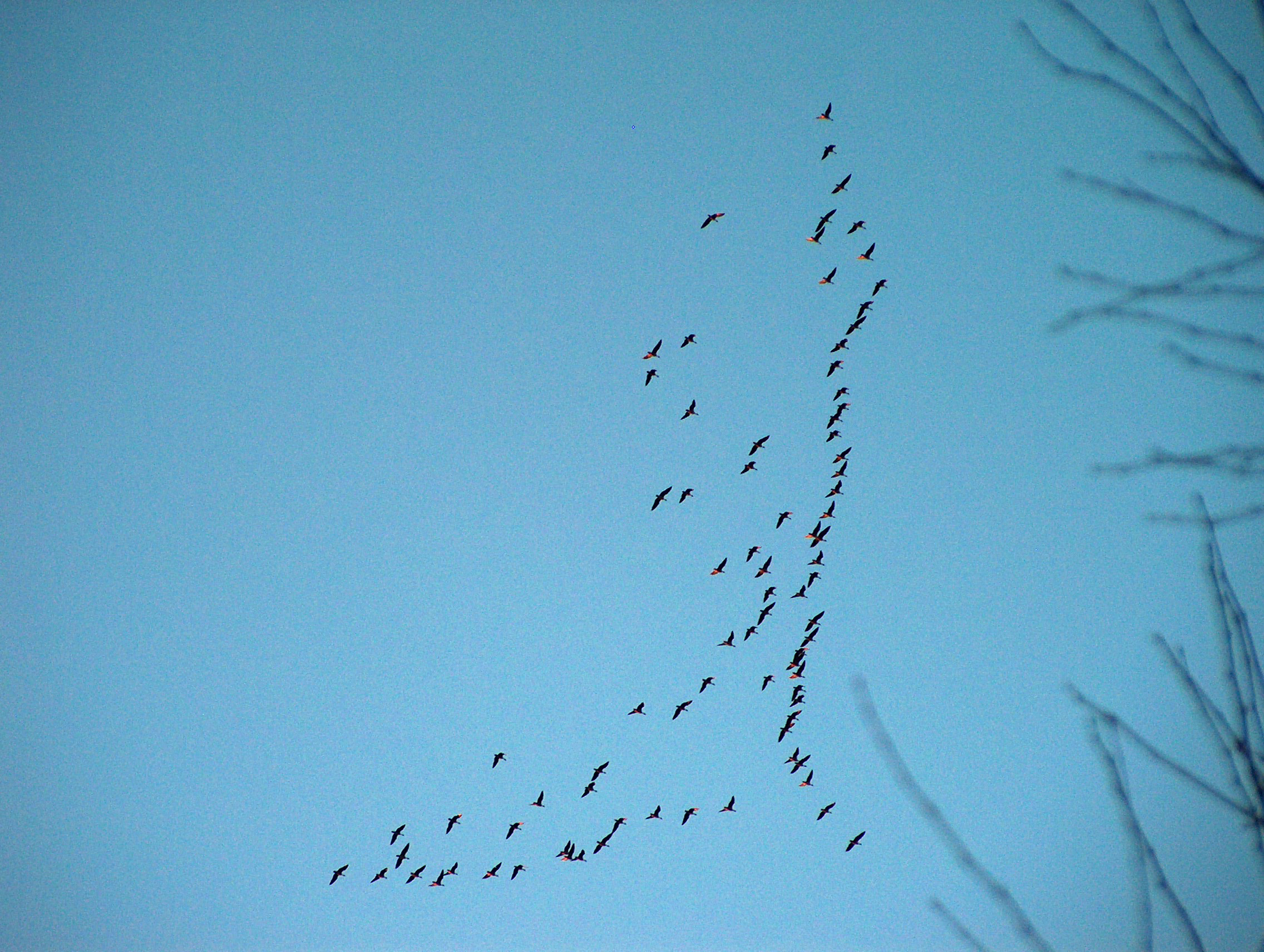
Oies à bec court en vol au dessus de Honefoss, en route pour leur lieu de nidification au Svalbard. Le voyage prend environ huit heures de Tyrifjord jusqu'à Gaulosen dans le Trondheimsfjord

Nordre Tyrifjorden (surtout le Nordfjorden et Karlsrudtangen) est un importante aire de repos au cours de la migration printanière, en particulier pour l' oie à bec court (Anser brachyrhynchus) qui part pour le Svalbard. On enregistre jusqu'à 4 500 oies à bec court dans la région en avril. et au total  25 000-30 000 oies traversent cette zone dans lors de la migration printanière, ainsi que le grand cormoran.
Les réserves sont des aires de repos et d'hivernage pour plusieurs espèces rares à l'échelle nationale et certaines inscrites sur la liste rouge de l'UICN. Jusqu'à 400 cygnes y ont été enregistrés avant les premières gelées de l'automne, et presque autant au printemps. On y a également observé grèbe huppé (qui s'y reproduit), oie des moissons, macreuse noire, harle piette, grue cendrée, canard pilet, canard souchet et busard Saint-Martin. S'y reproduisent également parfois sarcelle d'été, foulque macroule, petit gravelot , sterne pierregarin et pic épeichette, ainsi que probablement marouette ponctuée et râle d'eau lorsque les conditions sont favorables.
Le cygne tuberculé est une espèce caractéristique de la région tout au long de l'année, et plusieurs couples nichent dans et autour de plusieurs bras-morts. Beaucoup passent l'hiver dans des eaux peu profondes et libre de glace sur la rivière. En outre, il est à noter que plusieurs couples de balbuzard pêcheur utilisent le site pour se nourrir, en même temps que faucon hobereau et busard des roseaux régulièrement enregistrés dans la région pendant la période de reproduction.

### Amphibiens
Parmi les amphibiens présents on trouve plus particulièrement  tritons  et grenouille des champs.

### Poissons
Parmi les espèces de poissons, il y a deux sous-espèces de grandes truites (Salmo trutta lacustris) dans le Tyrifjorden. La première remonte la Storelva via le delta près d'Averøya jusqu'aux frayères de Randselva; la seconde se reproduit dans la partie supérieure de la Drammenselva.
L'éperlan se reproduit également à Karlsrudtangen et dans la partie inférieure de la Sogna. Il y a aussi des vairons qui sont inscrits sur la liste noire des espèces indésirables en Norvège.

### Crustacés
Nordre Tyrifjorden (particulièrement Karlsrudtangen et le long de la côté ouest du Nordfjorden) abrite une  population clairsemée d'écrevisses à pattes rouges, espèce considérée comme vulnérable.

## Flore
Les méandres, les bancs de vase et les eaux souterraines du Tyrifjorden abritent plusieurs espèces rares de plantes et de poissons. On trouve  la plante invasive Crassula aquatica vers Karlsrudtangen, sur l'île d'Averøy et dans Synneren. On trouve également Elatine triandra et Elatine hydropiper dans Synneren, tandis que le salicaire pourpier et Callitriche autumnalis qui existaient à Juveren auparavant ont sans doute disparues en raison de la prolifération d'espèces invasives.
À Lamyra, on trouve le bident penché, les laîches Carex elata, Carex heleonantes, les fougères dryopéris à crêtes et celles des marais. On y trouve également le  myriophylle verticillé, le stellaire des marais, la linaigrette grêle, le malaxis à une feuille et la grande utriculaire. Lea présence croissante du potamot menace le site.
À Juveren, on trouve également Nitella confervacea, le bident penché (également vers Karlsrudtangen), et la violette à feuille de pêcher à Juveren et sur l'île d'Averøya. Auparavant, on avait également identifié Hierochloë hirta ainsi que Chara braunii à Juveren lequel a très probablement disparu aujourd'hui.
À Juveren, on trouve également de mousses aujourd'hui en voie de disparition (Amblystegium humile). Hamatocaulis vernicosus a déjà été trouvée à Lamyra. Des espèces menacées de champignons ont été trouvées dans la forêt d'aulnes blancs dans quatre des réserves, y compris Camarophyllopsis schulzeri.

## Nouvelle réserve naturelle
Le 27 mars 2020, la réserve naturelle de Nordre Tyrifjorden og Storelva est créée. Elle reprend les cinq réserves naturelles du système de zones humides de Nordre Tyrirfjorden en les reliant les unes aux autres ce qui permet de faire passer la nouvelle réserve naturelle à 1119 hectares (dont 261.8 de surface terrestre),,.